# Alosterna barimanii
Alosterna barimanii es una especie de escarabajo longicornio del género Alosterna, tribu Lepturini, subfamilia Lepturinae. Fue descrita científicamente por Danilevsky en 2010.
La especie se mantiene activa durante el mes de mayo.

## Descripción
Mide 6,5-7,5 milímetros de longitud.

## Distribución
Se distribuye por Irán.